# Pásová pila

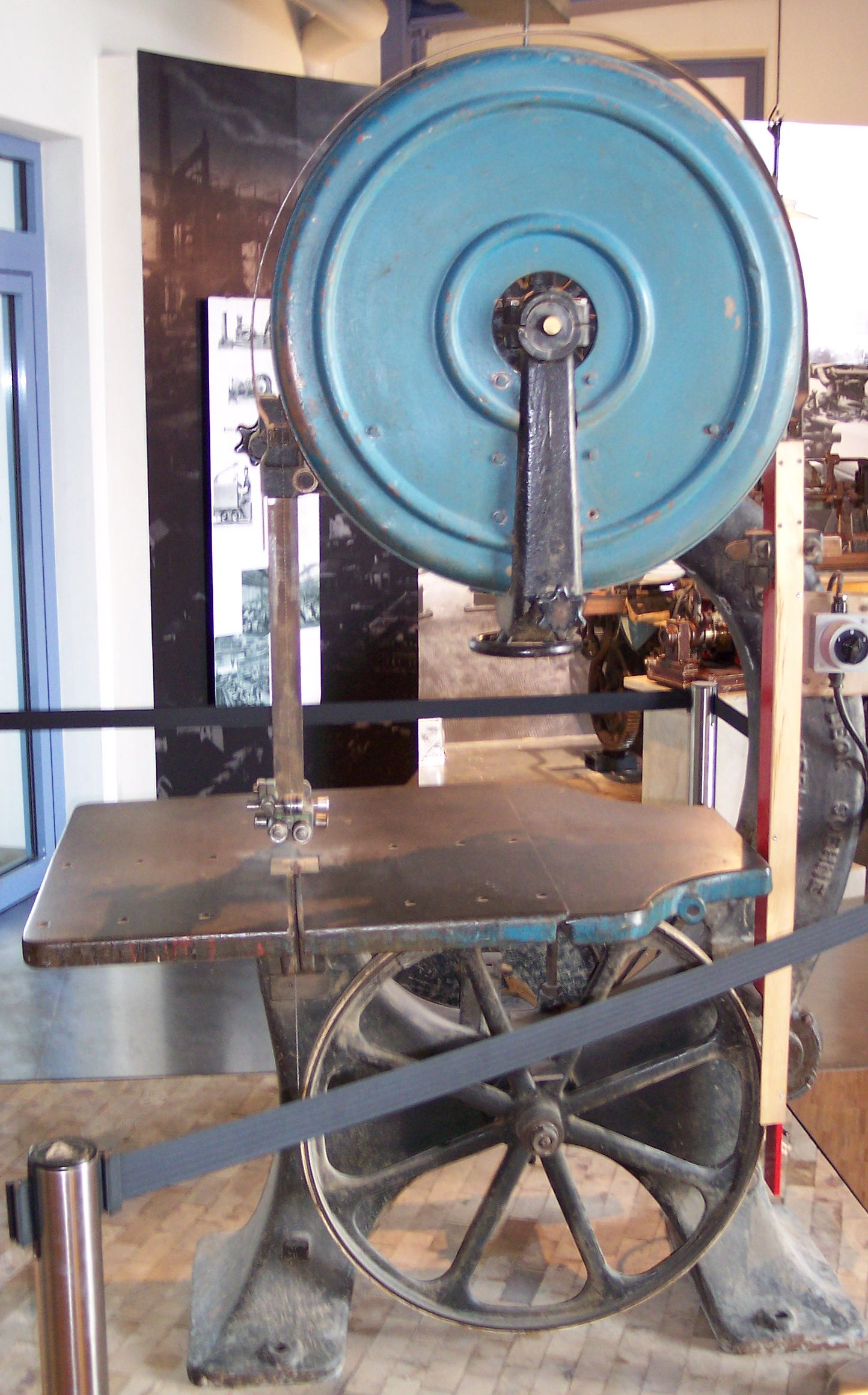
Pásová pila

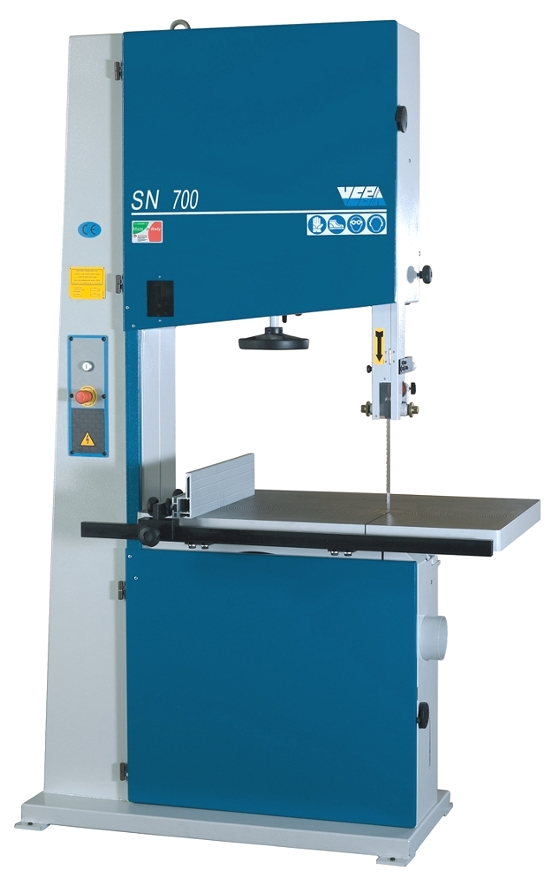
Moderní pásová pila

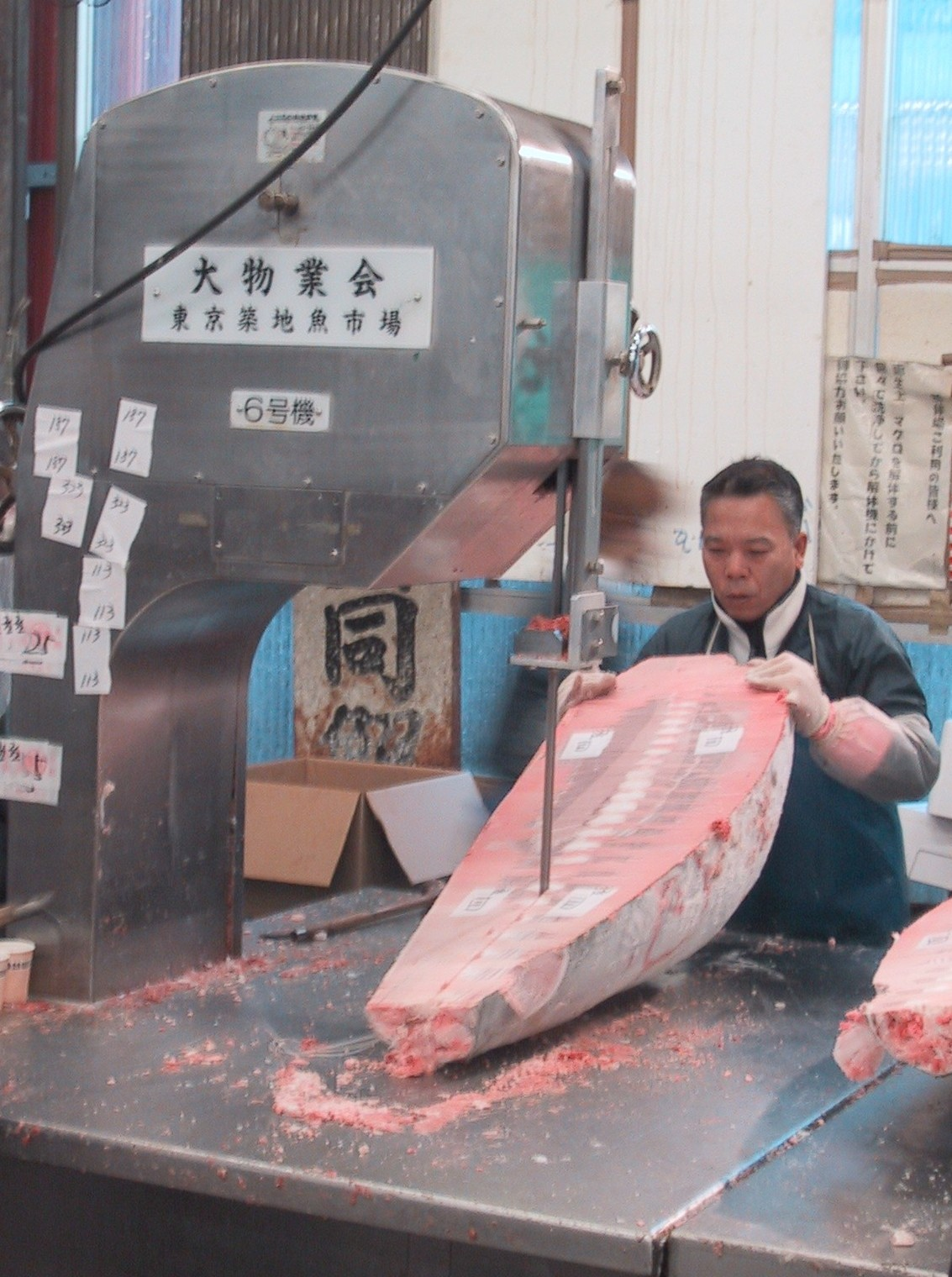
Zmražený tuňák rozřezáván pilou na rybím trhu Tsukiji v Tokiu

Pásová pila je mechanická pila, u níž je pilový list tvořen nekonečným ocelovým pásem obíhajícím mezi dvěma kotouči (hnacím a vodícím) podobně jako plochý řemen. Aby se při řezu pás nesesmekl z kotoučů, je veden vodícími kladkami nebo vodícími kameny. Tato pila může být použita k řezání dřeva, kůže, plastů, kovů, stavebních hmot, vrstvených desek a jiných materiálů.

## Vlastnosti
Ve srovnání s jinými pilami má pásová pila díky tenkému pilovému listu minimální prořez a tedy vytváří méně pilin. Vytváří velmi kvalitní řeznou plochu. Umožňuje kolmé řezání do rohu. Při záběru je tišší než ostatní pily.

## Rozdělení
Kromě dělení podle zpracovávaného materiálu lze pásové pily rozdělit podle konstrukce a velikosti na:
- Strojní
  - dílenské
    - klasické truhlářské pily se svisle obíhajícím pásem
    - pily na dělení kovových tyčí s vodorovně obíhajícím pásem – stojanové nebo sklopné

  - pásové pily na pořez kulatiny
  - mobilní – dnes hlavně pásové pily pro podélné dělení kulatiny s vodorovně obíhajícím pásem
- Stolní – pro drobné truhlářské práce
- Ruční
  - na dřevo – zejména na tesařské práce
  - na kov – nahrazují ruční pilky
- Speciální – např. na kolejnice

## Pásová pila na pořez kulatiny
Slouží na produkci řeziva. Oproti rámovým pilám je práce mnohem pomalejší, výhodou však je, že pásové pily zvládnou větší průměry kulatiny - běžně 80 a více cm (konstrukce rámové pily na takovéto průměry je již náročná zejména na příkon motoru). Rovina řezu je horizontální.
Konstrukci pásových pil na kulatinu lze rozdělit do dvou základních druhů: 
- stojící agregát – pila samotná stojí na místě, do řezu se pohybuje materiál, který je upnutý na kolejových vozících, podobně jako u rámové pily.

- pohyblivý agregát – pila se při řezání pohybuje po koleji. Řezaný materiál je k této koleji pevně upnutý. Samotný pohyb pily je většinou hydraulický.

Rychlost vedení materiálu do řezu lze plynule měnit, u moderních pil i automaticky, v závislosti na řezném odporu.